# Grus-I-Zwerggalaxie
Die Grus-I-Zwerggalaxie, kurz auch Grus I oder Grus 1, ist eine im Jahr 2015 entdeckte Zwerggalaxie des Typs dSph im Sternbild Kranich in der Lokalen Gruppe und eine der Satellitengalaxien der Milchstraße.

## Eigenschaften
Gru I dSph besitzt einen Halblichtradius von {\displaystyle r_{h}=1,33_{-0,26}^{+0,74}} ′, was bei einer Entfernung von etwa 120 kpc einer Größe von ({\displaystyle 62_{-23,6}^{+29,8}}) pc entspricht.

## Weiteres
- Liste der Galaxien der Lokalen Gruppe